# Segertoner 1930: Ämnesindelning
Segertoner 1930: Ämnesindelning
Psalmerna i Segertoner 1930 har dels ett register i alfabetisk ordning samt ett register för körerna, likaså alfabetiskt ordnat. Psalmerna presenteras i nummerordning i huvudartiekln, Segertoner 1930, men har ett särskilt "Ämnesregister" för de 452 psalmtexterna. Ämnena ifråga är en ledning till när eller till vilka syften psalmerna är ämnade att sjungar. Ämnesregistret presenteras här med en numrering som inte finns i originaltexten för att underlätta sökningen efter texter som önskas för särskilda tillfällen.

## Guds storhet och makt
|  | - 155 Vår Gud är oss en väldig borg Finns på Wikisource. - 377 Höga majestät Finns på Wikisource. noter |

## Guds försyn och underbara ledning.
|  | - 100 På underbara vägar går - 167 Hur underlig är du i allt vad du gör Finns på Wikisource. |

## Guds trofasthet och omsorg.
|     |                                                 |
| 14  | Jag lyfter mina händer → Text                   |
| 44  | När ditt mod sviktar                            |
| 140 | Jag vet, min Fader känner till                  |
| 145 | Ned ifrån himmelen höga                         |
| 158 | När du kastas redlöst kring på livets hav       |
| 268 | Skulle jag något frukta här uti skuggornas land |
| 269 | Gud är trofast, o min själ                      |
| 272 | Ty Gud har älskat världen så                    |
| 278 | Var ej bekymrad, vad än må ske → Text           |
| 313 | Jag slipper sörja, ty Gud är när → Text         |
| 345 | Tryggare kan ingen vara → Text                  |
| 364 | Vilken Gud jag har                              |
| 376 | O Gud, all sannings källa → Text                |
| 384 | Här växlar det av dagar                         |
| 386 | Hela vägen går han med mig → Text               |
| 401 | Kan ditt ankar hålla i stormens tid             |
| 444 | Prövade själ, var stilla                        |

## Guds kärlek.
|     |                                         |
| 1   | Store Gud, du är god                    |
| 120 | Underbar kärlek så stor → Text          |
| 123 | Guds kärleksflod så full av frid → Text |
| 143 | Så älskade Gud världen all → Text       |
| 153 | Kärleken är ljusets källa               |

## Guds nåd.
|     |                                     |
| 191 | Guds nåd är mig nog                 |
| 195 | Vid Golgata jag stod en dag         |
| 200 | Intet jag äger, som icke jag fått   |
| 261 | Stor är herrens nåd den rika        |
| 279 | Just när mitt mod vill sjunka       |
| 282 | Det kors, han mig gett, tynger ofta |

## Guds ord.
|     |                                          |
| 65  | Vår Gud giver löften                     |
| 344 | Guds ord och löften ej kunna svika       |
| 400 | Åter till bibeln, boken om vår frälsning |

## Jesu människoblivande, (Julsånger.)
|     |                                          |
| 104 | Var hälsad sköna morgonstund → Text      |
| 110 | O, du saliga → Text                      |
| 143 | Så älskade Gud världen all → Text        |
| 148 | Hör, o min själ, hur änglasången skallar |
| 154 | Det är en ros utsprungen → Text          |
| 305 | O, underbara hemlighet                   |
| 306 | Julen med sin glada sång                 |
| 308 | Gläd dig, o värld, han kommen är         |
| 331 | Vad betyder dessa röster                 |
| 395 | Var man må nu väl glädja sig → Text      |
| 434 | Jublen, I himlar → Text                  |
| 435 | När juldagsmorgon glimmar → Text         |

## Jesu liv på jorden. Jesus densamme än.
|     |                                                                  |
| 24  | Låt mig få höra om Jesus → Text                                  |
| 83  | Jag har hört om Herren Jesus hur han gick på stormigt hav → Text |
| 137 | Jesus, som av andras sorger                                      |
| 163 | Ensam Jesus kom från himlens tempelgårdar                        |
| 281 | Just han, som en gång gick på vattnet                            |
| 429 | Vi böljar denna skara, säg                                       |

## Jesu lidande och död. Blodet. Försoningen.
|     |                                                       |
| 12  | O, segrare från Golgata                               |
| 20  | Från det slaktade Guds Lamm                           |
| 21  | Guds rena Lamm oskyldig → Text                        |
| 22  | En underbar, underbar tillflykt                       |
| 23  | Vill du från syndernas börda bli fri? → Text          |
| 31  | Emedan blodet räcker till → Text                      |
| 67  | Med undran jag mäter den kärlek, mig Jesus ger        |
| 73  | På Golgata kors min Frälsare led                      |
| 75  | Såsom lösen för min själ                              |
| 90  | Ett kors, ett kors, ett blodstänkt kors               |
| 91  | Ack, göt min Frälsare sitt blod? → Text               |
| 92  | O Jesus, jag ej glömma kan                            |
| 103 | Min blodige konung på korsträdets stam → Text         |
| 108 | Förlossningen är vunnen → Text                        |
| 109 | Klippa, du som brast för mig → Text                   |
| 111 | Se, mängden mot Golgata skrider                       |
| 113 | Om någon mig åtspörja vill                            |
| 119 | Det är fullkomnat                                     |
| 122 | Ett tillbud har om frälsning                          |
| 127 | Det är en, som har dött i stället för mig             |
| 131 | Det finns en underbar källa → Text                    |
| 151 | Det finns en källa fylld med blod                     |
| 156 | Jesus, blott i dina sår                               |
| 182 | Se, korset det står fast → Text                       |
| 198 | Genom porten i staden han leddes ut                   |
| 199 | Fast vid korset blev han naglad                       |
| 204 | Har du hört förtäljas om Jesu död                     |
| 206 | Ropa högt i världen ut                                |
| 207 | Ej silver, ej guld har förvärvat mig frälsning → Text |
| 212 | Till fasornas ort                                     |
| 215 | En ström nu flödar ifrån Golgata                      |
| 324 | Det var allena Jesus bad                              |
| 367 | Böjd under korset → Text                              |
| 378 | Jesus, håll mig vid ditt kors                         |
| 379 | Nu är försoningsdagen                                 |
| 392 | Jag tror på blodets fridsförbund                      |
| 396 | På Golgata min Jesus tog                              |
| 397 | Vilken underbar Frälsare har jag                      |
| 408 | Det ljöd en gång en stämma                            |
| 411 | Skåden, skåden här nu alle → Text                     |
| 417 | På en avlägsen höjd → Text                            |
| 419 | Min Jesus säger mig                                   |
| 426 | När jag det dyra korset ser                           |
| 445 | Sjung om Guds rika kärlek                             |

## Jesu uppståndelse. (Påsksånger).
|     |                                 |
| 94  | Sök ej Kristus bland de döda    |
| 181 | Jesus i graven låg              |
| 187 | Upp min tunga → Text            |
| 304 | Upp och fröjda dig, du menighet |

## Jesu himmelsfärd.
|     |                                        |
| 93  | Till härlighetens land → Text          |
| 171 | Du tog din plats på Fadrens högra sida |

## Jesus, den härlige Frälsaren och Vännen.
|  | - 6 - 33 - 40 - 42 - 64 - 66 - 68 - 69 - 77 - 102 - 128 - 134 - 157 - 159 - 162 - 164 - 217 - 223 - 233 - 236 - 244 - 252 - 256 - 258 - 270 - 275 - 277 - 281 - 283 - 323 - 326 - 332 - 355 - 409 - 422 - 423 |

## Jesu återkomst.
|  | - 27 - 52 - 53 - 59 - 61 - 62 - 79 - 87 - 97 - 152 - 284 - 285 - 286 - 299 - 301 - 321 - 329 - 341 - 372 - 373 - 374 - 388 - 394 - 402 - 438 |

## Den Helige Ande. Andedopet. (Pingstsånger).
|  | - 46 - 47 - 63 - 161 - 173 - 251 - 255 - 307 - 337 - 339 - 370 - 398 - 399 - 439 - 441 |

## Väckelse och inbjudan.
|  | - 28 - 29 - 30 - 32 - 34 - 35 - 48 - 74 - 76 - 80 - 89 - 117 - 124 - 130 - 138 - 150 - 175 - 176 - 177 - 179 - 193 - 194 - 201 - 202 - 203 - 205 - 210 - 219 - 222 - 224 - 229 - 300 - 327 - 347 - 354 - 356 - 365 - 424 - 427 - 428 - 429 - 430 - 431 - 432 - 443 |

## Frälsningen.
|  | - 2 - 18 - 25 - 45 - 105 - 118 - 126 - 139 - 180 - 192 - 196 - 197 - 209 - 220 - 228 - 234 - 241 - 242 - 250 - 262 - 325 - 334 - 336 - 357 - 375 |

## Frigörelsen.
|  | - 11 - 36 - 37 - 38 - 39 - 169 - 186 - 190 - 226 - 235 - 237 - 239 - 254 - 266 - 333 - 351 - 415 - 418 - 441 - 442 - 446 |

## Rening och helgelse.
|  | - 15 - 19 - 107 - 123 - 160 - 168 - 185 - 215 - 216 - 230 - 368 - 380 - 410 - 447 |

## Överlåtelse och lydnad.
|     |                                               |
| 13  | Jag gav mitt liv åt Jesus                     |
| 41  | När vi vandra med med Gud                     |
| 106 | Jag gav mitt liv för dig → Text               |
| 146 | Har du mod att följa Jesus → Text             |
| 208 | Stilla, min själ, för Jesus                   |
| 227 | Om än min vandring ginge bland faror utan tal |
| 231 | Jag vill följa dig, o Jesus                   |
| 247 | Själv blott ett intet, intet                  |
| 248 | Du, som av kärlek dog                         |
| 249 | Jag mig giver helt åt Jesus                   |
| 253 | Lär mig, o du helge Ande                      |
| 316 | Allt till Jesus vill jag lämna → Text         |
| 322 | Där tamariskens skugga ner på mjuka tuvan     |
| 338 | Önskar du Jesu dyra löften äga                |
| 339 | Min kropp och själ och ande                   |
| 363 | Lev för Jesus – intet annat → Text            |
| 391 | Min dag den tillhör Jesus                     |
| 407 | Herre, jag nu glatt mig giver                 |
| 421 | Ej jag tjusas mer av flärden                  |
| 437 | Jag kan höra Jesus säga                       |

## Tro och förtröstan.
|     |                                             |
| 7   | Saliga visshet, Jesus är min → Text         |
| 57  | När jag i tron min Jesus ser → Text         |
| 70  | Löftena kunna ej svika → Text               |
| 78  | Alla tvivel bär till Jesus → Text           |
| 81  | Den, som tror på Herren                     |
| 95  | Vid levande källan jag vilar så nöjd        |
| 125 | Då Israel ur träldom kom                    |
| 135 | Allenast i hopp till Gud                    |
| 136 | Trygg gemenskap här                         |
| 141 | Hjertans Jesus, i ditt hjerta → Text        |
| 165 | Då min farkost bräcklig, svag               |
| 172 | Endast i Gud hav din ro                     |
| 174 | Säll är den, som hoppas uppå Herren         |
| 211 | Har du funnit din viloplats                 |
| 214 | Guds Son med genomstungen hand              |
| 221 | Har du prövat att tro på din Frälsare       |
| 232 | Just på Frälsaren tro                       |
| 246 | Vila jag sökte i världen vid                |
| 267 | Där vilda vågor rasa på livets stora hav    |
| 271 | Från min synd är jag fri                    |
| 273 | Guds underbara nåd mot mig                  |
| 274 | Känner du ibland ditt hjärta tyngt av oro   |
| 312 | När Guds gamla Israel stam för stam         |
| 330 | Var finner väl hjärtat sin ljuvaste ro      |
| 350 | Blott en dag, ett ögonblick i sänder → Text |
| 366 | En gång med Jesus på korset                 |
| 369 | Den ropandes källa i Lehi → Text            |
| 371 | En tillflyktsort är urtidens Gud            |
| 444 | Prövade själ, var stilla                    |

## Frid.
|     |                                        |
| 44  | När ditt mod sviktar                   |
| 99  | Du arma själ, som fridlös går          |
| 260 | Med en evig kärlek stor                |
| 263 | Jag kan väl ej förklara rätt Guds frid |

## Glädje och lovsång.
|     |                                           |
| 3   | Det är så gott att om Jesus sjunga → Text |
| 4   | O, fröjd utan like, som Jesus mig gav     |
| 7   | Lova Herren du, hans egna köpta skara     |
| 8   | O, hur salig jag nu är!                   |
| 9   | Glad som fågeln på sin gren i lunden      |
| 10  | Stäm in i änglars kor                     |
| 71  | Aldrig tröttna vi att sjunga              |
| 72  | Hell Jesus utav Betlehem                  |
| 98  | Jag är frälst, Mig Herren frälsat         |
| 114 | Vi stämma upp en fröjdesång               |
| 147 | Lov, ära och pris dig vår Fader och vän   |
| 184 | Hela vägen Jesus leder mig                |
| 188 | Jubla nu, mitt sälla hjärta → Text        |
| 189 | Ring i himlens klockor → Text             |
| 257 | Låt oss lyfta hjärtat uti lov och pris    |
| 259 | Jag vill höja lovsångstoner till min kung |
| 264 | Det är saligt att på Jesus få tro         |
| 342 | Nu tacken Gud, allt folk → Text           |
| 343 | Halleluja! O, det jublar                  |
| 385 | Tack, min Gud, för vad som varit → Text   |
| 413 | Högtlovat vare Jesu namn → Text           |
| 433 | Skild från Gud i synden                   |
| 436 | O sällhet stor, som Herren ger → Text     |
| 441 | Jag till Sions berg har hunnit            |

## Dopet.
|     |                                    |
| 133 | Jag tror, är döpt, är ren och skär |

## Bönen.
|     |                                  |
| 302 | Långt bortom rymden vida → Text  |
| 303 | Uti morgonstunden                |
| 353 | Hur många hinder komma på        |
| 397 | Vilken underbar Frälsare har jag |

## Helbrägdagörelsen.
|     |                                                                  |
| 83  | Jag har hört om Herren Jesus hur han gick på stormigt hav → Text |
| 137 | Jesus, som av andras sorger                                      |
| 397 | Vilken underbar Frälsare har jag                                 |

## Verksamhet och mission.
|     |                                                |
| 26  | Gå i Herrens vingård, käre broder              |
| 49  | Se, det vitnande fältet nu väntande står       |
| 50  | Tänk, vilken underbar nåd av Gud → Text        |
| 51  | Stå upp, stå upp för Jesus → Text              |
| 82  | Den, som tror på Herren                        |
| 86  | Från berg till berg, från dal till dal         |
| 112 | O, var äro de                                  |
| 115 | Sjung evangelium om Jesus                      |
| 116 | Måste jag då gå så tomhänt?                    |
| 129 | Vem vill stå med Jesus i det stora slag?       |
| 170 | Så den ädla säden → Text                       |
| 178 | Vi äro skördemän åt Gud                        |
| 183 | Vill du ej söka att rädda själar               |
| 218 | Uppsök de fallne, syndare kalla                |
| 240 | Sanna och hängivna, trogna och glada           |
| 293 | Säg ett litet ord om Jesus                     |
| 294 | Skåda framåt, se det dagas                     |
| 295 | Ned från himmelska höjder                      |
| 296 | Till den okända trakt vill jag gå              |
| 297 | Vår store Gud gör stora under → Text           |
| 298 | Med segersång, i tro på Gud                    |
| 335 | De sträcka mörka händer ut                     |
| 340 | Framåt, framåt går ett tåg                     |
| 346 | Väldigt går ett rop över land, över hav → Text |
| 348 | Verka, ty natten kommer → Text                 |
| 349 | Rädda de döende → Text                         |
| 381 | Det finns ljus och glädje                      |
| 387 | Gyllne fällt för vinden vaja                   |
| 414 | Faderns mildhet härligt glänser                |
| 440 | Till skilda fält, till städer och till byar    |

## De heligas gemenskap.
|     |                                     |
| 88  | Hur ljuvligt det är att möta → Text |
| 96  | Hur ljuvt det bandet är             |
| 311 | Dagar av fröjd och smärta           |
| 381 | Det finns ljus och glädje           |

## Guds församling.
|     |                                       |
| 314 | På klippan din församling står        |
| 389 | Det byggs ett heligt tempel → Text    |
| 390 | Lammets folk och Sions fränder → Text |

## Pilgrimens vandring mot hemmet.
|     |                                                   |
| 55  | Du, Guds frälsta pilgrimsskara                    |
| 132 | Jag vill hava Jesus med mig                       |
| 213 | Jag vill hemåt gå uppå korsträdets väg            |
| 238 | Jag är frälst och följer nu blott Herrens ledning |
| 245 | Giv mig den frid, som djup likt floden flyter     |
| 276 | Fast mörka moln sig hopa                          |
| 280 | Jag seglar fram uppå livets hav                   |
| 317 | Jag är nu på väg till himlen                      |
| 319 | Det betyder föga här i världen                    |
| 383 | Jag är främling, jag är en pilgrim → Text         |
| 393 | Vägen med min Jesus går                           |
| 406 | Det går hemåt, fastän molnen solen döljer         |
| 425 | När Jesus dog på Golgata                          |

## Hemlandet.
|  | - 54 När jag från mödans och prövningens land - 56 När mitt livsverk är ändat - 58 Städse på Sion jag tänker - 60 Invid porten står - 85 Den stora vita skaran där Finns på Wikisource. - 142 Få vi mötas vid floden - 144 Det finns ett hem - 149 O, att få hemma vara - 225 När som livets strid är slutad - 243 Jag har lämnat allt för Jesus Finns på Wikisource. - 265 Till det härliga land ovan skyn Finns på Wikisource. - 289 Vilken sällhet oss väntar där ovan - 290 O vad fröjd, vad helig glädje - 291 Mitt hemland, o, mitt hemland - 292 Jag längtar dit upp - 315 Jag längtar hem till fridens land - 320 En morgon jag i himlen vakna får - 352 Min framtidsdag är ljus och lång Finns på Wikisource. - 359 Lyft dig, min själ, mot Nebos höjder - 359 Vi tala om himmelens land Finns på Wikisource. - 360 Vem är skaran, som syns glimma - 361 När den evigt klara morgon gryr - 362 Tänk, när en gång vi komma hem - 382 Jag är en gäst och främling Finns på Wikisource. - 403 Jag är på resa, och det bär hemåt - 404 Vi får mötas i Eden en gång - 405 Vill du möta mig därovan - 412 O, jag vet ett härligt land - 420 Pilgrim, som på väg till fadershuset - 449 O, jag vet ett land, där Herren Gud Finns på Wikisource. - 452 Få vi alla en gång mötas Finns på Wikisource. |

## Samlingssånger.
|     |                                     |
| 88  | Hur ljuvligt det är att möta → Text |
| 101 | Hela världen fröjdens Herran → Text |
| 264 | Det är saligt att på Jesus få tro   |
| 328 | Gud är här för att välsigna         |

## Bönesånger.
|     |                                             |
| 16  | Skurar av nåd skall jag sända → Text        |
| 17  | Kom huldaste förbarmare → Text              |
| 25  | Det är ett fast ord och i all måtto         |
| 46  | Herre, se, vi vänta alla → Text             |
| 84  | Eld från himlen, kom!                       |
| 121 | Som törstig hjort vill läska sig            |
| 160 | O Jesus, min Jesus, mitt hjärta intag       |
| 226 | Herre, låt ingenting binda de vingar        |
| 318 | Förbliv hos mig, ty natten faller på → Text |
| 328 | Gud är här för att välsigna                 |
| 368 | Min Gud, jag sjunker ner vid korsets fot    |

## Avslutningssånger.
|     |                                               |
| 377 | Höga Majestät, vi alla → Text → Noter → Musik |
| 450 | Herre, signe du och råde → Text               |

## Sång vid dagens slut.
|     |                                      |
| 416 | Så går en dag än från vår tid → Text |

## Nyårssånger.
|     |                              |
| 309 | Nyårsklocka klinga           |
| 310 | Det ringer uti tidens klocka |
| 451 | För det år, vi nu fått börja |

## Bröllopssång.
|     |                              |
| 448 | Jesus, du som en gång trädde |

## Begravningssånger.
|     |                               |
| 166 | Har du sett, hur träden fälla |
| 404 | Vi får mötas i Eden en gång   |
| 405 | Vill du möta mig därovan      |
| 452 | Få vi alla en gång mötas      |